# 帕爾帕拉

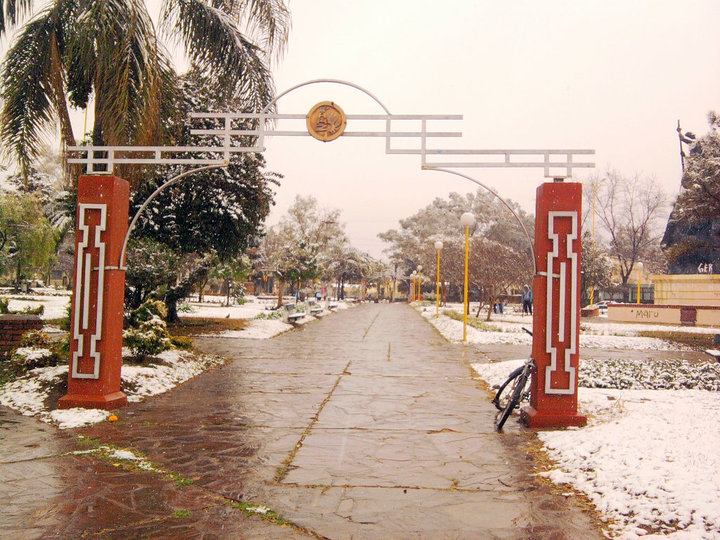
帕爾帕拉

帕爾帕拉（西班牙語：Palpalá），是阿根廷的城鎮，位於該國西北部胡胡伊省，是帕爾帕拉縣的首府，始建於1948年4月17日，面積437平方公里，海拔高度1,125米，2001年人口44,126，人口密度每平方公里100.97人。
24°15′S 65°07′W / 24.250°S 65.117°W